# 双陽社
株式会社双陽社（そうようしゃ）は、大阪府大阪市北区堂島に本社を置く印刷、製本、自費出版を主な事業内容とする日本の企業。1946年創業。

## 会社概要
研究資料書や調査書、または、自分史に代表される自費出版など一般に流通・販売されない出版物が主になってはいるが、直販等で販売されている出版物も少数存在する。
また総合的な印刷や複写、小ロットのCDやDVD制作、建築CAD図面等の業務、ステーショナリー（文房具）販売、デリバリーサービスも行っている。
2006年以降の本社業務は大阪市内でおこなっているが、印刷・製本等の業務は、関連企業の岸和田双陽社でもおこなっている。

## 沿革
- 1946年：米本佐一郎が、満鉄・華北交通勤務を経て、第二次世界大戦敗戦により中国から引き揚げ。岸和田市に双陽社を設立する。
- 1952年：株式会社として登記。米本佐一郎が代表取締役に就任。
- 1985年：米本隆夫が代表取締役就任。
- 1990年：資本金6000万円に増資。
- 1996年：天津電子設計制作有限公司を中国天津に設立。
- 2004年：CAD設計事業部を設立。
- 2006年：大阪市北区堂島に新本社ビル竣工。

## 主な出版物
- 一期一会（写真集） 撮影/文 大畠誠 ほか